# 초콜렛 (1988년 영화)
《초콜렛》(Chocolat)은 1988년 개봉한 드라마 영화다. 클레르 드니의 감독 데뷔작이며, 이자크 드 방콜레, 줄리아 보스키, 프랑수아 클뤼제 등이 출연하였다.

## 줄거리
프랑스라는 이름의 한 프랑스인 여성(미레유 페리에)이 카메룬을 돌아다니다 한 흑인 부자를 만난다. 그 가족의 차를 타고 밖의 풍경을 보면서 그녀는 자신의 과거를 회상한다. 프랑스는 과거 카메룬의 한 지역을 관할하던 식민지 군 사령관 마르크(프랑수아 클뤼제)의 딸(세실 뒤카스)로, 어린 시절 아버지와 어머니 애메(줄리아 보스키)를 따라 카메룬에서 살았다. 마르크의 집에는 프로테(이자크 드 방콜레)라는 이름의 젊은 남성 하인이 있었는데, 프랑스는 많은 시간을 프로테와 여러 흑인 시종들과 함께 보냈다. 마르크는 업무을 수행해야 해서 집을 나와 카메룬의 여러 지역을 돌아다니고, 애메와 함께 프랑스는 목사와 영국인 군인 등을 만나 여러 상황과 마주하게 된다.
어느 날 비행기가 불시착해 마르크가 관할하는 지역에 떨어지고, 이 지역 사람들은 갑작스럽게 비행기에 탑승하던 여러 프랑스인 사람들을 대접하게 된다. 또한 마르크는 작업을 위해 여러 흑인 일꾼들을 모으다가 그 사이에 낀 백인 뤼크(장클로드 아들랭)를 마주하게 된다. 뤼크는 프랑스 출신이지만 식민지에서 사실상 흑인들처럼 사는 사람으로, 마르크는 그를 집으로 초대해 나름 대접을 한다. 그러나 뤼크는 곧 프로테와 갈등을 빚게 되며, 결국에 둘 사이에서 싸움이 나 뤼크는 마르크의 집을 떠나고 프로테는 하인에서 잡역부로 임무가 바뀐다. 비행기 수리가 완료되면서 손님들은 지역을 떠나고, 프랑스의 회상도 끝나게 된다. 프랑스는 과거 자신이 살았던 지역으로 가기 위해 비행기에 탑승한다.

## 출연
- 이자크 드 방콜레 — 프로테
- 줄리아 보스키 — 애메 달랑
- 프랑수아 클뤼제 — 마르크 달랑
- 장클로드 아들랭 — 뤼크
- 로랑 아르날 — 마키나르
- 장 브디에브 — 프로스페르
- 장캉탱 샤틀랭 — 쿠르바솔
- 에마뉘엘 숄레 — 미레유 마키나르
- 케니스 크랜햄 — 부스비
- 자크 드니 — 조제프 델피크
- 세실 뒤카스 — 프랑스 (아이)
- 클레망틴 에소노 — 마리잔
- 디디에 플라망 — 베드린
- 에신디 맹자 — 블레즈
- 도나투스 응알라
- 에드위그 응토 응옹 아 조크
- 필르몽 블라크 옹도우아
- 미레유 페리에 — 프랑스 (어른)
- 에메 쥐드송 윌리암송 — 뮝고 파르